# Zavitne, Vilșanka
Zavitne (în ucraineană Завітне) este un sat în comuna Ciîstopillea din raionul Vilșanka, regiunea Kirovohrad, Ucraina.

## Demografie
Componența lingvistică a localității Zavitne
     Ucraineană (96,73%)
     Română (2,61%)
     Alte limbi (0,65%)
Conform recensământului din 2001, majoritatea populației localității Zavitne era vorbitoare de ucraineană (96,73%), existând în minoritate și vorbitori de română (2,61%).